# Diglyphomorphomyia
Diglyphomorphomyia is een geslacht van vliesvleugeligen uit de familie Eulophidae. De wetenschappelijke naam van dit geslacht is voor het eerst geldig gepubliceerd in 1913 door Girault.

## Soorten
Het geslacht Diglyphomorphomyia omvat de volgende soorten:
- Diglyphomorphomyia aequus Zhu & Huang, 2003
- Diglyphomorphomyia albiclava (Girault, 1915)
- Diglyphomorphomyia ebifurcata Narendran, 2011
- Diglyphomorphomyia floresensis Ubaidillah, 2003
- Diglyphomorphomyia granularum Yefremova, 2007
- Diglyphomorphomyia kairali Narendran & Girish Kumar, 2005
- Diglyphomorphomyia metanotalia Zhu & Huang, 2003
- Diglyphomorphomyia nexius (Narendran, 2004)
- Diglyphomorphomyia nigra Zhu & Huang, 2003
- Diglyphomorphomyia nigraella Narendran, 2011
- Diglyphomorphomyia nigriscutellum Girault, 1913
- Diglyphomorphomyia palodica Narendran, 2011
- Diglyphomorphomyia platys Zhu & Huang, 2003
- Diglyphomorphomyia rufescens (Motschulsky, 1863)
- Diglyphomorphomyia scolofronta Narendran, 2011
- Diglyphomorphomyia sholayarica Narendran, 2011
- Diglyphomorphomyia specimenipennis (Girault, 1913)
- Diglyphomorphomyia sringeriensis Narendran, 2005